# Modello digitale di elevazione

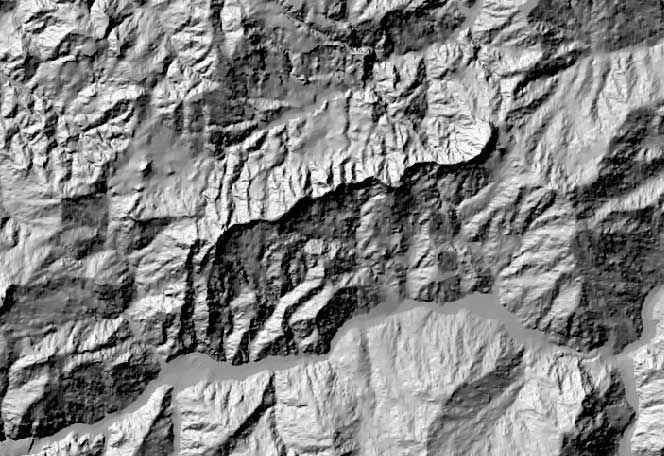
Visualizzazione 3D del modello digitale di elevazione di un'area del medio Appennino reggiano realizzato attraverso l'interpolazione di isoipse

Un modello digitale di elevazione (anche noto come DEM, dall'inglese Digital Elevation Model) è la rappresentazione della distribuzione delle quote di un territorio, o di un'altra superficie, in formato digitale. Il modello digitale di elevazione viene in genere prodotto in formato raster associando a ciascun pixel l'attributo relativo alla quota assoluta.

## Caratteristiche
Il DEM può essere prodotto con tecniche diverse. I modelli più raffinati sono in genere realizzati attraverso tecniche di telerilevamento che prevedono l'elaborazione di dati acquisiti attraverso un sensore montato su un satellite, un aeromobile o una stazione a terra. Ad esempio, analizzando il segnale di fase registrato da un Radar ad Apertura Sintetica (SAR: Synthetic Aperture Radar) installato su un satellite, è possibile produrre un modello digitale di elevazione.
I DEM possono essere impiegati in un sistema informativo geografico (GIS) per produrre nuovi dati, ad esempio: carte di acclività o di orientazione del versante, carte di visibilità da un punto etc. Tutti questi prodotti, se impiegati in un ambiente GIS, hanno numerose applicazioni dello studio del territorio con particolare riguardo alle indagini per la mitigazione dei rischi naturali.

## Modello digitale del terreno

Differenza tra DSM (in rosso) e DTM (in celeste)

Un'importante distinzione va fatta tra modello digitale di superficie (o DSM, dall'inglese "digital surface model") e modello digitale del terreno (o DTM, dall'inglese "digital terrain model").
La principale differenza tra i due modelli risiede nel fatto che il DSM tiene conto di tutti gli oggetti insistenti sul terreno (vegetazione, edifici ed altri manufatti) mentre il DTM riproduce l'andamento della superficie geodetica. La differenza tra i due modelli è più evidente in zone urbanizzate dove prevalgono edifici molto alti, quali ad esempio l'isola di Manhattan o quella di Hong Kong.
Il DEM è talvolta inteso come generalizzazione di DSM e DTM, altre volte è usato come sinonimo di DSM e, altre volte ancora, come sinonimo di DTM.